# Paroisse de Kingsclear
La paroisse de Kingsclear est à la fois une paroisse civile et un ancien district de services locaux (DSL) canadien du comté d'York, au Nouveau-Brunswick. Elle comprend l'autorité taxatrice d'Oswald Grey. Dans le cadre de la réforme de la gouvernance locale du 1er janvier 2023, le territoire du DSL a été réparti entre la ville de Harvey et les communautés rurales de Central York et Hanwell.

## Toponymie
Plusieurs théories tentent d'expliquer l'origine du nom Kingsclear. Cela pourrait être pour commémorer les coupes à blanc faites pour construire des bateaux de la Royal Navy, ou en l'honneur d'Edward Winslow, inspecteur des forêts de la couronne. Winslow appela sa maison Kingswood.
Kingsclear comprend les hameaux de French Village, de Island View, de Kingharth, de Kingsclear, de Central Kingsclear, de Longs Creek, de Newmarket, de Smithfield et de Village-des-Mazerolle. King Settlement, Lower French Village, Macnaquac, McKinley, McKinley Ferry et Veyseys n'existent plus. L'ancien village malécite de Eqpahak était situé dans le territoire de la paroisse.
Le nom French Village fait référence à sa fondation par des Acadiens vers la fin du XVIIIe siècle, après que les pré-loyalistes se sont établis à Fredericton. Le nom de Kingarth rappelle le village du même nom, sur l'île de Bute en Écosse. Le nom des hameaux de Kinsclear et de Central Kingsclear ont la même origine que celui de la paroisse. Longs Creek est nommé ainsi d'après sa position sur le ruisseau Longs, lui-même nommé en l'honneur de Abraham Long, un Loyaliste qui était membre des New Jersey Volunteers durant la Révolution américaine. La tradition orale affirme que le nom de Smithfield fait référence au premier champ défriché par un Smith vers 1839. Il se peut aussi que le hameau soit nommé d'après un lieu en Angleterre ou en Irlande. Village-des-Mazerolle tire probablement son nom de Joseph Mazerolle, établi vers 1770 à Eqpahak. Le patronyme de cette famille était originellement Louis ou Saint-Louis mais ils adoptèrent celui d'un officier français. Le bureau de poste a porté le nom de Mazerall entre 1910 et 1917, en l'honneur du maître des postes Henry J. Mazerall. Le lieu est connu comme Mazerolle Settlement ou Myshrall Settlement en anglais. L'origine des noms d'Island View et de Newmarket n'est pas connue.

## Géographie

### Géographie physique

#### Situation
Kingsclear est situé dans la vallée du fleuve Saint-Jean, au sud-ouest de Frédéricton. Le DSL a une superficie de 150,11 km2.

#### Hydrographie
Le principal cours d'eau est le fleuve Saint-Jean, qui longe le territoire à l'ouest puis au nord.

### Géographie humaine

#### Hameaux
Kingsclear est situé au bord du fleuve, le long de la route 102. Il s'étend sur près de trois kilomètres vers le sud-est, vers Village-des-Mazerolle. Village-des-Mazerolle comprend l'ancien établissement de King Settlement. Kingharth est situé à 3,2 kilomètres au nord-est de Kingsclear, toujours le long du fleuve et de la route 102. Central Kingsclear est situé à 6,8 km au nord-est de Kingsclear. Une partie de Central Kingsclear s'appelait autrefois Verseys. French Village est situé quant à lui à 9,8 km au nord-est. Cette agglomération se confond avec celle de la réserve Kingsclear 6. De plus, Lower French Village et Macnaquac était des anciennes subdivisions de French Village. McKinley et McKiley Ferry étaient situés au bord du fleuve et sont accessibles par le chemin McKinley South. Island View est situé à la frontière avec Fredericton, à 11,5 km au nord-est de Kingsclear. Longs Creek est bâti à l'extrémité ouest, à l'embouchure du bras de Longs Creek dans le fleuve. Il est accessible par les routes 2, 3 et 102. New Market est ensuite Smithfield sont situés plus au sud, le long de la route 3.

#### Logement
Le territoire regroupant la paroisse de Kingsclear, Oswald Grey et Hanwell comptait 2490 logements privés en 2006, dont 2365 occupés par des résidents habituels. Parmi ces logements, 85,2 % sont individuels, aucun est jumelé, 0,6 % sont en rangée, 2,1 % sont des appartements ou duplex et 1,7 % sont des immeubles de moins de cinq étages. Enfin, 10,1 % des logements entrent dans la catégorie autres, tels que les maisons-mobiles. 93,4 % des logements sont possédés alors que 6,6 % sont loués. 45,9 % ont été construits avant 1986 et 3,2 % ont besoin de réparations majeures. Les logements comptent en moyenne 7,9 pièces et 0,0 % des logements comptent plus d'une personne habitant par pièce. Les logements possédés ont une valeur moyenne de 179 750 $, comparativement à 119 549 $ pour la province.

## Histoire
La région de Kingsclear fut colonisée par les Malécites. En 1732, les Acadiens fondèrent Sainte-Anne, l'actuelle Frédéricton, au nord-ouest. Lorsque les pré-loyalistes s'établirent à Sainte-Anne en 1783, les Acadiens se réfugièrent ici aux hameaux de French Village. Des Malécites s'établissent quant à eux à Indian Village. En 1784, la plupart des Acadiens se réfugièrent ensuite au Madawaska, lorsque les Loyalistes reçurent les terres au bord du fleuve, tandis que certains restèrent sur les lots éloignés. Ces Loyalistes sont principalement des soldats démobilisés du 2e Bataillon du Régiment New Jersey. Plusieurs propriétés sont détruites lors de l'embâcle de glace d'avril 1789.
Longs Creek est fondé vers 1810 par des Loyalistes provenant des établissements de la Washdemoak. Newmarket et Smithfield sont colonisés vers 1839, principalement par des Irlandais du Nord,. Mazerolle Settlement (Village-des-Mazerolle) est fondé vers 1840 par la famille Mazerolle, des Acadiens anglicisés en provenance de Lower French Settlement. Yoho est fondé avant 1847 par un Canadien nommé Chassey. Le hameau de Smithfield est fondé par des gens de Newmarket.
La municipalité du comté d'York est dissoute en 1966. La paroisse de Kingsclear devient un district de services locaux en 1967.
Le barrage de Mactaquac a été construit en 1968.

## Démographie
D'après le recensement de Statistique Canada, il y a 6 653 habitants en 2001, comparativement à 5 844 en 1996, soit une hausse de 13,8 %. La paroisse compte 2 346 logements privés, a une superficie de 304,95 km2 et une densité de population de 21,8 habitants au km2,.
En 2021, la paroisse compte 2 839 habitants pour une superficie de 150,11 km2, portant sa densité de population à 18,9 habitants au km2.
| 1991  | 1996  | 2001  | 2006  | 2011  | 2016  | 2021  |
| ----- | ----- | ----- | ----- | ----- | ----- | ----- |
| 5 055 | 5 844 | 6 349 | 6 689 | 2 651 | 2 822 | 2 839 |

## Économie
Entreprise Central NB, membre du Réseau Entreprise, a la responsabilité du développement économique.

## Administration

### Commission de services régionaux
La paroisse de Kingsclear fait partie de la Région 11, une commission de services régionaux (CSR) devant commencer officiellement ses activités le 1er janvier 2013. Contrairement aux municipalités, les DSL sont représentés au conseil par un nombre de représentants proportionnel à leur population et leur assiette fiscale. Ces représentants sont élus par les présidents des DSL mais sont nommés par le gouvernement s'il n'y a pas assez de présidents en fonction. Les services obligatoirement offerts par les CSR sont l'aménagement régional, l'aménagement local dans le cas des DSL, la gestion des déchets solides, la planification des mesures d'urgence ainsi que la collaboration en matière de services de police, la planification et le partage des coûts des infrastructures régionales de sport, de loisirs et de culture; d'autres services pourraient s'ajouter à cette liste.

### Représentation et tendances politiques
Nouveau-Brunswick: Kingsclear fait partie de la circonscription provinciale de York, qui est représentée à l'Assemblée législative du Nouveau-Brunswick par Carl Urquhart, du Parti progressiste-conservateur. Il fut élu lors de l'élection générale de 2006 et réélu à celle de 2010.
 Canada: Kingsclear fait partie de la circonscription électorale fédérale de Nouveau-Brunswick-Sud-Ouest, qui est représentée à la Chambre des communes du Canada par Gregory Francis Thompson, ministre des Anciens Combattants et membre du Parti conservateur. Il fut élu lors de la 40e élection fédérale, en 1988, défait en 1993 puis réélu à chaque fois depuis 1997.

## Infrastructures et services
Le DSL est inclus dans le territoire du sous-district 10 du district scolaire Francophone Sud. Les écoles francophones les plus proches sont à Fredericton alors que les établissements d'enseignement supérieurs les plus proches sont dans le Grand Moncton.
Upper Kingsclear possède une caserne de pompiers. Le détachement de la Gendarmerie royale du Canada le plus proche est à New Maryland. Le bureau de poste le plus proche est quant à lui à Fredericton.
Les anglophones bénéficient des quotidiens Telegraph-Journal, publié à Saint-Jean, et The Daily Gleaner, publié à Fredericton. Ils ont aussi accès au bi-hebdomadaire Bugle-Observer, publié à Woodstock. Les francophones ont accès par abonnement au quotidien L'Acadie nouvelle, publié à Caraquet, ainsi qu'à l'hebdomadaire L'Étoile, de Dieppe.

## Culture

### Personnalités
- John Campbell Allen (1817-1898), officier de milice, avocat, auteur, fonctionnaire, homme politique et juge.
- Henry George Clopper (1792-1832), fonctionnaire, banquier, juge de paix et juge, né à Kingsclear
- Pierre Tomah (1734-1827), chef malécite, né à Aukpaque.
- Thomas Wetmore (1767-1828), avocat, fonctionnaire, officier de milice, homme politique et juge de paix, mort dans son domaine de Kingswood à Kingsclear.

### Architecture et monuments

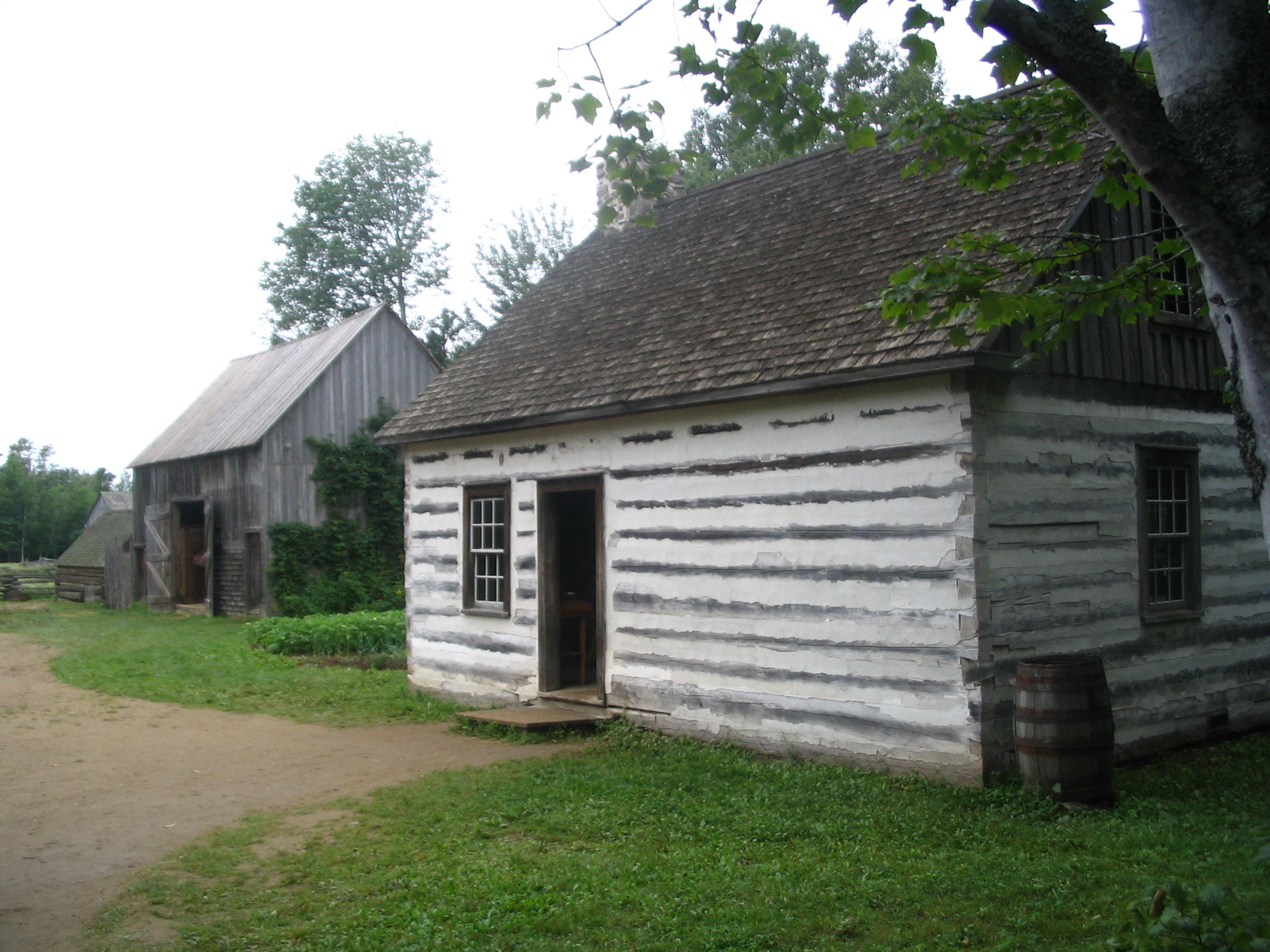
La ferme Mazerolle.

La ferme Mazerolle a été reconstruite au Village Historique Acadien. Elle fut construite vers 1852 au Village-des-Mazerolle.

### La paroisse de Kingsclear dans la culture
Le ruisseau Longs est mentionné dans le poème Sweet Maiden of Quoddy de James DeMille, sous son nom en langue malécite-passamaquoddy, Skoodowabskook, ce qui signifie « lieu des pierres à feu ».